# Liste der Bodendenkmäler in Hochstadt am Main
Auf dieser Seite sind die Bodendenkmäler in der oberfränkischen Gemeinde Hochstadt am Main zusammengestellt. Diese Tabelle ist eine Teilliste der Liste der Bodendenkmäler in Bayern. Grundlage ist die Bayerische Denkmalliste, die auf Basis des Bayerischen Denkmalschutzgesetzes vom 1. Oktober 1973 erstmals erstellt wurde und seither durch das Bayerische Landesamt für Denkmalpflege geführt wird. Die folgenden Angaben ersetzen nicht die rechtsverbindliche Auskunft der Denkmalschutzbehörde.

## Bodendenkmäler in Hochstadt am Main
| Lage                      | Objekt | Akten-Nr.     | Bild           |
| ------------------------- | --- | ------------- | -------------- |
| (Standort)                | Freilandstation des Spätpaläolithikums und des Mesolithikums sowie Siedlung des Neolithikums. | D-4-5832-0004 |                |
| (Standort)                | Freilandstation des Paläolithikums und des Mesolithikums, Siedlung des Neolithikums, der Hallstattzeit und der Frühlatènezeit. | D-4-5832-0005 |                |
| (Standort)                | Siedlung vor- und frühgeschichtlicher Zeitstellung. | D-4-5832-0148 |                |
| (Standort)                | Siedlung der Hallstattzeit. | D-4-5833-0037 |                |
| (Standort)                | Wall-Graben-Anlage des späten Mittelalters und der frühen Neuzeit, wohl Einhegung eines ehemaligen Rechtsbezirks | D-4-5833-0038 |                |
| Hauptstraße 18 (Standort) | Archäologische Befunde im Bereich des frühneuzeitlichen ehemaligen Wasserschlosses mit mittelalterlicher Vorgängerburg sowie im Bereich der im Kern mittelalterlichen katholischen Kuratiekirche Mariä Himmelfahrt von Hochstadt am Main. | D-4-5833-0040 | weitere Bilder |
| (Standort)                | Turmhügel des Mittelalters. | D-4-5833-0052 |                |
| (Standort)                | Freilandstation des Paläolithikums und des Mesolithikums sowie Siedlung vorgeschichtlicher Zeitstellung. | D-4-5833-0061 |                |